# Dundraw
Dundraw is een civil parish in het bestuurlijke gebied Allerdale, in het Engelse graafschap Cumbria. In 2001 telde het dorp 174 inwoners.